# 拉蒙塔涅兄弟
拉蒙塔涅兄弟（英語：The LaMontages brothers）是由雷奈（Rene）、蒙泰居（Montaigu）、威廉（William）和摩根（Morgan）組成的上流社會私酒販們，他們在美國禁酒令早期透過非法生意每年賺取2,000,000美元。
其中一個不滿的成員提供了線索導致他們被捕和被定罪，但美國助理司法部長Mabel Willibrand報告說，「所有可想到的政治和個人起訴，包括一位內閣官員的起訴，都被壓制了。」1923年2月9日，聯邦法院對每個兄弟罰款2,000美元，並判處其中3人入獄4個月，以及1人入獄2個月。然而，他們在《社會名人錄》上的名單於1929年才被撤銷。

## 外部連結
- Allsop, Kenneth. . Arlington House. 1961: 1–367. ISBN 978-1874358251. OCLC 671303291.
- Kobler, John. . New York: G.P. Putnam's Sons. 1973: 1–386. ISBN 978-0399112096. OCLC 26809910.
- (PDF). OldMagazineArticles.com (The Literary Digest). February 24, 1923: 15–16  [2021-02-12]. （原始内容存档 (PDF)于2018-02-03）.
- Willebrandt, Mabel Walker. . Indianapolis: Bobbs-Merrill Company. 1929: 1–339. OCLC 918347.
- Hanson, Ph.D., David J. . AlcoholProblemsandSolutions.org. 紐約州立大學.